# NGC 4195
NGC 4195 is een balkspiraalstelsel in het sterrenbeeld Grote Beer. Het hemelobject werd op 17 april 1789 ontdekt door de Duits-Britse astronoom William Herschel.

## Synoniemen
- UGC 7244
- MCG 10-18-10
- ZWG 292.83
- ZWG 293.4
- PGC 39082